# NGC 4537
NGC 4537 (другие обозначения — NGC 4542, UGC 7746, MCG 9-21-21, ZWG 270.11, PGC 41864) — галактика в созвездии Гончие Псы. Открыта Джоном Гершелем 17 февраля 1831 года.
Этот объект занесён в новый общий каталог несколько раз, с обозначениями NGC 4537, NGC 4542. Входит в число перечисленных в оригинальной редакции «Нового общего каталога».
В галактике вспыхнула сверхновая SN 2009do типа Ia, её пиковая видимая звездная величина составила 16,3.